# Воймирицы
Во́ймирицы (или Во́ймерицы, рус. дореф. Воймѣрицы) — деревня в Любытинском районе Новгородской области. Известна тем, что в ней в конце XIX века был обнаружен Воймерицкий крест.

## Описание
Деревня Воймирицы расположена ниже места впадения в Мсту реки Отни́. До посёлка городского типа Любытино от неё — 6 км, до Великого Новгорода — 120 км, до Москвы — 422 км.
Деревня находится в Любытинском районе Новгородской области. До 1927 года — была в Боровичском уезде Новгородской губернии.
Происхождение названия деревни описано в книге: Васильев В. Л. Архаическая топонимия Новгородской земли. (Древнеславянские деантропонимные образования). — Великий Новгород: 2005. С. 239.

## Интересный факт
В конце XIX века в деревне Воймирицы был обнаружен и в 1897 году Шляпкиным И. А. атрибутирован Во́ймерицкий (или Во́ймирицкий) крест, датируемый, по мнению одних исследователей, XI веком, по мнению других — XII веком.
С 1965 года Воймерицкий крест хранится в фондах Новгородского музея-заповедника. С 1974 года — выставлен в основной экспозиции музея.
В 2013 году создана копия Воймерицкого креста, которая поставлена в Славянской деревне X века (Любытино).